# Baken Kydykejewa
Baken Kydykejewa (kirg., ros. Бакен Кыдыкеева, ur. 20 października 1923 w Tököldösz w obwodzie siemirieczeńskim, zm. 30 grudnia 1993 w Biszkeku) – kirgiska aktorka teatralna i filmowa; Ludowy Artysta ZSRR.

## Życiorys
Urodziła się 20 października 1923 roku (według innych źródeł, 20 września 1920 roku) we wsi Tököldösz (kirg.: Төкөлдөш; obecnie w obrębie miasta Biszkek, Kirgistan; według innych źródeł, we wsi Oktiabr). Po ukończeniu szkoły podstawowej w roku 1936 rozpoczęła działalność sceniczną w Kirgiskim Teatrze Młodego Widza w Biszkeku (nosi teraz jej imię). W wieku 35 lat zaczęła grać w kinie. W ciągu swej kariery zagrała ponad sto roli teatralnych i filmowych. Zginęła 15 stycznia 1994 roku (według innych źródeł 30 grudnia 1993 roku): została potrącona przez autobus. Zmarła po 18 dniach pobytu w szpitalu.

## Życie prywatne
Baken Kydykejewa miała córkę (zmarła w wieku 33 lat) i dwóch synów.

## Nagrody i odznaczenia
- Zasłużona Artystka Kirgiskiej SRR (1947)
- Ludowa Artystka Kirgiskiej SRR (1956)
- Ludowy Artysta ZSRR (1970)
- Państwowa Nagroda Kirgiskiej SRR imienia Toktoguła Satyłganowa (1970)
- Order Lenina